# 能量震级
能量震级，是一种地震度量，是地震学中用于表征地震事件的重要基本参数，常用Me表示。能量震级同其他地震规模一样，是用来表征地震强弱的量度。能量震级与明确定义的震源物理参数，即辐射的地震能量（Es）有关。地震以地震波形式辐射的能量主要集中在震源谱的拐角频率周围，因此能量震级比矩震级更适合用于描述地震的潜在破坏性。

## 计算公式
能量震级与明确定义的物理参数，即辐射的地震能量Es有关。由此可推出能量震级的公式为：

{\displaystyle M_{\mathrm {e} }=\textstyle {\frac {2}{3}}\log _{10}E_{\mathrm {s} }-3.2}。
其中，辐射的地震能量{\displaystyle E_{\mathrm {s} }}的计算公式为：

{\displaystyle E_{\mathrm {s} }=\left[{\frac {1}{15\pi \rho \alpha ^{2}}}+{\frac {1}{10\pi \rho \beta ^{5}}}\right]\int _{f_{1}}^{f_{2}}\left|{\frac {{\dot {u}}(f)}{G(f)2\pi f}}\right|^{2}\,\mathrm {d} x\approx \eta _{R}{\frac {\Delta \sigma _{s}}{2\mu }}M_{0}}，
单位为焦耳，{\displaystyle \alpha }、{\displaystyle \beta }和{\displaystyle \rho }分别代表P波速度、S波速度和震源处介质的密度，{\displaystyle f_{1}}、{\displaystyle f_{2}}分别代表积分截取的频率最大值和最小值，{\displaystyle {\dot {u}}(f)}代表P波速度谱，{\displaystyle G(f)}代表位移的格林函数谱，{\displaystyle f}为频率。

## 运用
由于地震以地震波形式辐射的能量主要集中在震源谱的拐角频率周围，因此能量震级比矩震级更适合用于描述地震的潜在破坏性。由于能量震级是振动破坏潜势的更好的估计值，因此需研制在发震时刻后短时测定出能量震级的适于实施快速反应系统的程序。能量震级已被多位学者和多个地震监测机构运用。如美国地质勘探局国家地震信息中心会在地震辐射能量速报网页上，特别通过示例解释所提供参数中每一个符号的含义，如地震的地理区域、日期和发震时刻、震中经纬度、能量震级、辐射能量、使用的台站数、使用的震源机制类型、震源深度和由合成宽带位移波形得到的双力偶震源机制节面。再如中国学者冯浩的地震目录。